# Скельская пещера
Ске́льская пеще́ра (укр. Скельська печера, крымскотат. Skele qobası, Скеле къобасы) — пещера на юго-западе Крыма, ставшая памятником природы в 1947 году.

## Описание
Скельская пещера была открыта в 1904 году Ф. Кирилловым, учителем из села Скеля (ныне Родниковское). Была детально исследована Комплексной карстовой экспедицией в 1960 году. Пещера образована вследствие тектонического разлома и имеет общую протяжённость 670 м. Верхние этажи пещеры богаты натёчными образованиями. Высота залов достигает 25 метров. В 2003 году пещера Скельская была оборудована для посещения.
Расположена на южном склоне отрога Ай-Петринского массива, отделяющего Скельскую котловину от Байдарской. Вход представляет собой 30-метровый крутонаклонный сифонный канал, выводящий в коррозионно-гравитационную полость, образованную при раскрытии тектонического нарушения. Нижняя часть полости почти на 60 м заполнена глыбово-обломочным материалом, в котором имеется несколько узких проходов, выводящих в её верхнюю часть. Она состоит из нескольких разделённых натёками залов. Узкие ходы сначала в глыбовом навале, а затем в коренных известняках выводят в трещинно-сифонную систему, располагающуюся под Скельской котловиной.
Пещера заложена в толстослоистых верхнеюрских известняках. В межень уровень подъёмных вод устанавливается на глубине 45 м от входа. В пещере известно несколько озёр глубиной до 30 м. В паводок уровень воды повышается, а при наложении весенних ливней на снеготаяние происходит излияние воды из пещеры. В верхней части имеются богатые натёчные отложения (колонны), в нижней и средней частях — отсортированные водные механические отложения (галька, песок, глина). В пещере обнаружено богатое местонахождение позвоночных голоценового возраста и обильная спелеофауна.
Средняя температура составляет 13 °C, относительная влажность близка к 100 %. Пещера была оборудована в 2003 году ялтинскими спелеологами под руководством горноспасателя и спелеолога Сергея Ковальчука. В настоящее время Скельская пещера — популярный экскурсионный объект, где экскурсанты могут ознакомится с её неповторимым натёчным убранством. На протяжении 50-минутной экскурсии маршрут проходит вблизи природных изваяний, таких как сталагмиты «Птица феникс», «Рыцарь», и множества других нерукотворных сказочных персонажей. Пещера Скельская имеет оборудованный маршрут длиной 270 метров, идущий вглубь горы и включающий в себя 5 залов: Каминный, Дельфиний, Рыцарский, Органный и Зал Привидений.
В необорудованных для экскурсий частях пещеры спелеологи продолжают проводить исследования. В 2011 году спелеолог из Киева Олег Климчук совершил здесь самое глубокое пещерное погружение на Украине и достиг глубины 56 м.